# Volkolak
Volkolak (Волколак em russo) é uma banda de Pagan Metal / Folk Metal criada em 1997. O grupo é oriundo da região do Rio Amur, no leste da Rússia. O Volkolak inspira-se nas antigas tradições do paganismo, incluindo as lendas dos viquingues. O nome da banda se traduz por "Lobisomem".

## Membros
- Grigori Kirjuhin: Guitarra, Harpa
- Mihail Bylin: Mandolim, Baixo, Vocal
- Larisa Kirjuhina: Flauta, Vocal
- Pavel Burgov: Bateria/Percussão, Vocal